# Остророг, Николай
Николай Остророг (Миколай; пол. Mikołaj Ostroróg, 1593—1651) — политический и военный деятель Речи Посполитой. С 1634 года стольник великий коронный, с 1636 — кравчий великий коронный, с 1638 года — подчаший великий коронный . С 1645 года занимал должность старосты тыкоцинского, с 1646 — бужского.

## Биография
Представитель польского шляхетского рода Остророгов герба «Наленч». Старший сын воеводы познанского Яна Остророга (1561—1622) и Катаржины Мелецкой.
В 1603 году поступил на учёбу в Замойскую академию под присмотром Шимона Шимоновича. Позднее учился в университетах Вены (1613), Кёльна и Падуи (1618—1619).
Был маршалком коронационного Сейма в 1633 году, защищая политику правительства. Был известен своей учёностью.
В качестве коронного военачальника (региментария) Николай Остророг принимал участие в подавлении казацко-крестьянского восстания под предводительством запорожского гетмана Богдана Хмельницкого (1648—1654). 9 июня 1648 года был избран в состав триумиврата временных командующих польской армией вместе с Владиславом Заславским и Александром Конецпольским. Казаки в насмешку над его учёностью, никак не связанной с военными способностями, называли его «латина» (соответственно, изнеженного Заславского и молодого Конецпольского «перина» и «детина»). Командование Остророга и его коллег закончилось разгромом поляков в битве под Пилявцами 13/23 сентября 1648 года, причем все три командующих бежали в числе первых. Годом позже участвовал в осаде Збаража.

## Семья и дети
Был женат с 1627 года на Барбаре Рошковской (ум. 1641), от брака с которой имел четырёх сыновей и одну дочь:
- Катаржина Остророг, 1-й муж воевода брацлавский Пётр Потоцкий (ум. 1657), каштелян бецкий Ян Александр Мышковский (ум. ок. 1685)
- Зигмунд Ян Остророг (ум. 1660), полковник королевский (1656), генерал коронной артиллерии и староста рогатинский
- Николай Остророг (ум. 1659), староста дрохичинский
- Анджей Остророг, ротмистр королевский (1665)
- Станислав Остророг, каноник краковский (1645)

## Интересные факты
- Его книга «Наука вокруг пасек», вышедшая на польском языке в 1614 году на Западной Украине, считается первым известным печатным руководством по ведению пчеловодства у восточных славян[1].

## Образ Николая Остророга в кино
- «Огнём и мечом» / «Ogniem i mieczem» (1999, Польша) режиссёр — Ежи Гофман, в роли Остророга — Шимон Кобылинский[пол.].